# Лагуна-Касерес

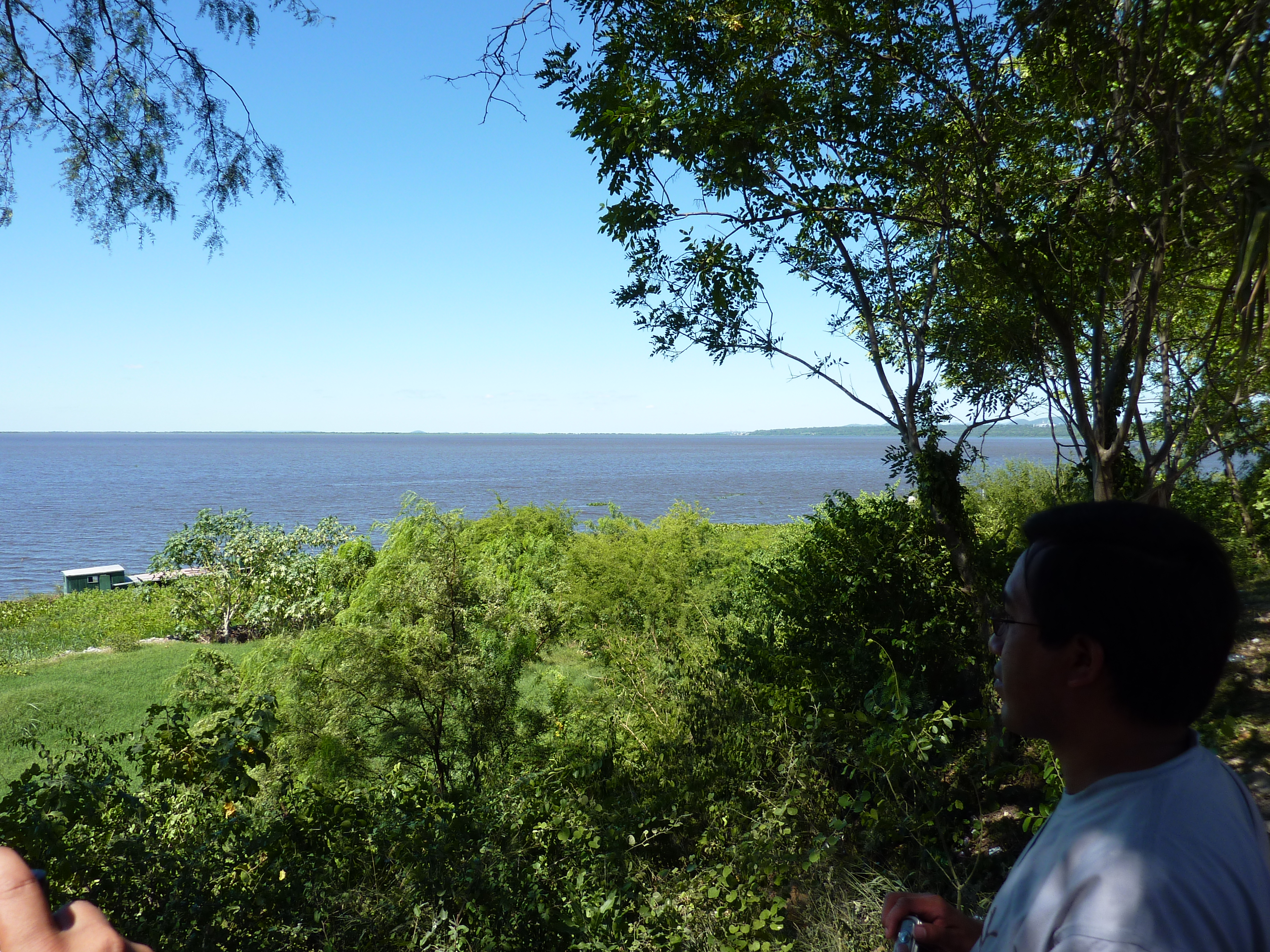

Лагуна-Касерес (исп. Laguna Cáceres) — озеро в Боливии.

## География
Озеро Лагуна-Касерес расположено на крайнем юго-востоке Боливии, в провинции Герман-Буш департамента Санта-Крус, в боливийской части крупнейшего в мире болотистого региона Пантанал, близ границы с Бразилией, на территории национального природного резервата ANMI (Área Natural de manejo Integrado de Otuquis). Длина озера составляет 8 километров, ширина — около 6 километров, однако площадь его в зависимости от сезонных изменений колеблется от 33 до 200 км². Озеро окружает густо заросшая кустарником болотистая местность.
На берегах озера лежит город-порт Пуэрто-Суарес.

## Гидрография
В озеро с севера впадает река Рио-Пимиенто, а также каналы Тутую и Сикури. Вытекает же из Лагуны-Касерес канал Таменго, проведённый до реки Парагвай.